# Max Havoc: W kręgu ognia
Max Havoc: W kręgu ognia (Max Havoc: Ring of Fire) – amerykański film akcji z 2006 roku.

## Obsada
- Mickey Hardt jako Max Havoc
- Christina Cox jako Suzy Blaine
- Linda Thorson jako Denise Blaine
- Dean Cain jako Roger Tarso
- Samuel Patrick Chu jako Emile
- Rae Dawn Chong jako Caroline
- Martin Kove jako porucznik Reynolds